# Bóng rổ tại Đại hội Thể thao Đông Nam Á 2011
Giải bóng rổ tại Đại hội Thể thao Đông Nam Á 2011 diễn ra từ ngày 14 đến ngày 20 tháng 11 năm 2011. Giải đấu lần này có cả vận động viên nam và nữ tham gia. Tất cả các trận đấu đều diễn ra tại Trung tâm thể thao Kelapa Gading ở Jakarta.

## Giải đấu nam
Philippines đã đứng đầu bảng A khi đánh bại Thái Lan với tỷ số 103–69 khiến người Thái phải nhận trận thua đầu tiên của giải đấu mặc dù cả hai đội đều lọt vào bán kết. Ở bảng B, chủ nhà Indonesia đã thắng Singapore với cách biệt 5 điểm, để đứng đầu bảng. Ở bán kết 1, Malaysia dẫn trước 3 điểm sau giờ nghỉ giải lao, nhưng Philippines đã rút ngắn tỷ số ở hiệp hai để giành một suất vào chung kết. Trong trận bán kết khác, Thái Lan đã vượt qua Indonesia với tỷ số 22–10 trong hiệp 4 để loại đội chủ nhà khỏi giải đấu, khiến Indonesia thua trận đầu tiên.
Philippines giành huy chương vàng mà không thua một trận nào khi đánh bại Thái Lan trong trận chung kết, tỷ số 85–57.

### Vòng bảng
|  | Đủ điều kiện vào bán kết              |
|  | Đủ điều kiện vào playoff tranh hạng 5 |
|  | Đủ điều kiện vào playoff tranh hạng 7 |

#### Bảng A
| Đội         | Pld | W | L | PF  | PA  | PD   | Pts |
| ----------- | --- | - | - | --- | --- | ---- | --- |
| Philippines | 3   | 3 | 0 | 337 | 190 | +147 | 6   |
| Thái Lan    | 3   | 2 | 1 | 239 | 219 | +20  | 5   |
| Việt Nam    | 3   | 1 | 2 | 185 | 249 | −64  | 4   |
| Campuchia   | 3   | 0 | 3 | 187 | 290 | −103 | 3   |

#### Bảng B
| Đội       | Pld | W | L | PF  | PA  | PD  | Pts |
| --------- | --- | - | - | --- | --- | --- | --- |
| Indonesia | 3   | 3 | 0 | 223 | 165 | +58 | 6   |
| Malaysia  | 3   | 2 | 1 | 212 | 190 | +22 | 5   |
| Singapore | 3   | 1 | 2 | 225 | 221 | +4  | 4   |
| Myanmar   | 3   | 0 | 3 | 191 | 275 | −84 | 3   |

### Vòng Knock-out
|  | Bán kết     | Bán kết  |               |    | Chung kết | Chung kết |
|  |             |          |               |    |           |           |
|  | 18 tháng 11 |          |               |    |           |           |
|  |             |          |               |    |           |           |
|  | Philippines | 103      |               |    |           |           |
|  | Philippines | 103      | 20 tháng 11   |    |           |           |
|  | Malaysia    | 74       |               |    |           |           |
|  | Malaysia    | 74       | Philippines   | 85 |           |           |
|  | 18 tháng 11 |          | Philippines   | 85 |           |           |
|  |             | Thái Lan | 57            |    |           |           |
|  | Indonesia   | Thái Lan | 57            | 62 |           |           |
|  | Indonesia   |          |               | 62 |           |           |
|  | Thái Lan    | 65       |               |    |           |           |
|  | Thái Lan    | 65       | Tranh hạng ba |    |           |           |
|  |             |          |               |    |           |           |
|  | 20 tháng 11 |          |               |    |           |           |
|  |             |          |               |    |           |           |
|  | Malaysia    | 54       |               |    |           |           |
|  | Malaysia    | 54       |               |    |           |           |
|  | Indonesia   | 78       |               |    |           |           |

## Giải đấu nữ
| Đội         | Pld | W | L | PF  | PA  | PD  | Pts | Tie |
| ----------- | --- | - | - | --- | --- | --- | --- | --- |
| Thái Lan    | 4   | 3 | 1 | 280 | 265 | +15 | 7   | 1–0 |
| Philippines | 4   | 3 | 1 | 267 | 238 | +29 | 7   | 0–1 |
| Malaysia    | 4   | 2 | 2 | 259 | 238 | +21 | 6   | 1–0 |
| Myanmar     | 4   | 2 | 2 | 254 | 279 | −25 | 6   | 0–1 |
| Indonesia   | 4   | 0 | 4 | 250 | 290 | −40 | 4   |     |

## Huy chương

### Quốc gia
| Hạng               | Đoàn               | Vàng | Bạc | Đồng | Tổng số |
| ------------------ | ------------------ | ---- | --- | ---- | ------- |
| 1                  | Thái Lan           | 1    | 1   | 0    | 2       |
| 1                  | Philippines        | 1    | 1   | 0    | 2       |
| 3                  | Malaysia           | 0    | 0   | 1    | 1       |
| 3                  | Indonesia          | 0    | 0   | 1    | 1       |
| Tổng số (4 đơn vị) | Tổng số (4 đơn vị) | 2    | 2   | 2    | 6       |

### Vận động viên

#### Giải đấu nam
| HC | Tên | HC | Tên | HC | Tên |
|    | Philippines |    | Thái Lan |    | Indonesia |
|    | Bobby Ray Parks, Jr. Chris Ellis Chris Tiu Cliff Hodge David Paul Marcelo Elvin Jake Pascual Emman Monfort Garvo Lanete Gregory Slaughter Kiefer Ravena Nico Salva RR Garcia |    | Attaporn Lertmalaiporn Boonchai Rittiphanyawong Chaiwat Kaedum Chanachon Klahan Danai Kongkum Darongpan Apiromvilaichai Darunpong Apiromvilaichai Mana Jantuma Ratdech Kruatiwa Sukhdave Ghogar Supachai Sangthong Wutipong Dasom |    | Amin Prihantono Andi Poedjakesuma Ary Chandra Christian Ronald Sitepu Dimas Aryo Dewanto Dwi Haryoko Faisal Julius Achmad Mario Wuysang Ponsianus Nyoman Indrawan Rony Gunawan Welyanson Situmora Xaverius Prawiro |

#### Giải đấu nữ
| HC | Tên | HC | Tên | HC | Tên |
|    | Thái Lan |    | Philippines |    | Malaysia |
|    | Atchara Kaichaiyap Chalisa Chamnarnwa Charothai Suksomwo Chonticha Chirdpet Juthamas Jantakan Juthathip Mathuros Naruemol Banmoo Nipa Sangkhum Nomjit Tunsaw Penphan Yothanan Supane Ludrodkij Wipaporn Saechua |    | Analyn Almazan Anna Katrina Pineda Aurora Adriano Bernadette Mercado Chovi Borja Diana Rose Jose Joan Grajales Karen Lomogda Maria Lalaine Flores Marites Gadian Melissa Jacob Merenciana Ewon Arayi Treena Anne Therese Limgenco |    | Ang Siew Teng Choo Sook Ping Eugene Ting Chiao Goh Beng Fong Hee Shook Ying Kalaimathi Rajinti Kew Suik May Lee Siew Fun Nur Izzati Binti Yaakob Pang Hui Pin Saw Wei Yin Teo Woon Yuen Yap Ching Yee Yong Shin Min |